# 118 هـ
118 هـ هي سنة في التقويم الهجري امتدت مقابلةً في التقويم الميلادي بين سنتي 736 و737.

## مواليد
- عبد الله بن المبارك

## وفيات
- ابن عامر الشامي
- عبادة بن نسي الكندي
- عبد الله بن عامر
- قتادة بن دعامة
- معاوية بن هشام بن عبد الملك